# Sexólicos Anónimos
Sexólicos Anónimos (SA), fundada en 1979, es uno de los distintos programas de doce pasos para el comportamiento sexual compulsivo basados en los doce pasos de Alcohólicos Anónimos. SA es una de las fraternidades de doce pasos que buscan la recuperación de la adicción sexual: Adictos al Sexo Anónimos, Adictos al Sexo y al Amor Anónimos, Compulsivos Sexuales Anónimos y Recuperación Sexual Anónima. En su conjunto, a estos grupos se les denomina grupos «S», ya que todas sus siglas en inglés empiezan con esta letra: SA, SAA, SLAA, SCA, SRA.
SA ayuda a los sexólicos en recuperación. Según SA, un sexólico es alguien para quien «la lujuria se ha convertido en una adicción». SA se distingue de otras fraternidades «S» al definir la sobriedad sexual como la ausencia de sexo con uno mismo o con otras parejas que no sean el cónyuge «en un matrimonio entre un hombre y una mujer», así como la victoria progresiva sobre la lujuria.
«Al definir la sobriedad no hablamos en nombre de aquellos que no pertenecen a SA. Tan solo podemos hablar en el nuestro. Así, para el sexólico casado, la sobriedad sexual consiste en abstenerse de todo acto sexual consigo mismo o con otras personas, exceptuando a su cónyuge. En la definición de sobriedad de SA el término "cónyuge" se refiere a la pareja en un matrimonio entre un hombre y una mujer. Para el soltero, en la abstinencia de cualquier tipo de actividad sexual. Y para todos nosotros, solteros o casados, la sobriedad sexual incluye también la victoria progresiva sobre la lujuria».
SA utiliza como guía el Libro Grande de Alcohólicos Anónimos y el libro Sexólicos Anónimos (conocido como «el Libro Blanco»). El Libro Blanco explica que «los sexólicos se han situado ellos mismos fuera del contexto de lo que llamamos bueno y malo. Han perdido el control, ya no tienen el poder de elegir y no pueden detenerse».

## Historia
Sexólicos Anónimos fue fundada por Roy K (en las fraternidades de doce pasos es costumbre referirse a los miembros por su nombre de pila y la inicial de su apellido, para preservar su anonimato). SA recibió permiso de AA para utilizar sus doce pasos y doce tradiciones en 1979.
Roy K murió de cáncer la tarde del 15 de septiembre de 2009. Había estado sexualmente sobrio desde el 31 de enero de 1976.

### Compromiso de la fraternidad con la definición de sobriedad
Desde los primeros intentos de Roy K de fundar SA en los años 70, y a lo largo de la historia de SA, algunos miembros han intentado cambiar la definición de sobriedad sexual del grupo. En uno de estos intentos se propuso considerar el matrimonio «como cada cual lo entienda», de la misma forma que en el tercer paso se habla de Dios «como cada cual lo entienda». Era un intento de respaldar, como sexualmente sobria, la actividad sexual de parejas no casadas legalmente, ya fueran del mismo sexo o del sexo opuesto. La fraternidad no lo aceptó y, como resultado, en 1991 algunos miembros y grupos abandonaron SA para formar Recuperación Sexual Anónima (SRA), alegando que la definición de sobriedad de SA no aprobaba las relaciones entre personas del mismo sexo ni las relaciones comprometidas. Murray R, uno de los fundadores de SRA, había formado parte de la Oficina Central Internacional de SA y había intentado durante mucho tiempo cambiar la definición de sobriedad de SA para incluir las relaciones comprometidas con personas del mismo sexo o del sexo opuesto.
Ya en 1991, Roy escribió a la fraternidad respecto a las conductas sexuales entre personas del mismo sexo. En un artículo titulado «Principios que corroboran la interpretación de SA sobre la sobriedad sexual» Roy escribió: «Desde que asistí a las convivencias de Nueva York de abril de 1986 y 1987, he estado examinando mis propias ideas en el área de las relaciones entre personas del mismo sexo. Ese año escribí una carta a un miembro que tenía atracción al mismo sexo compartiendo mis pensamientos; ahora tiene el título "La recuperación pone al descubierto nuestras presunciones falsas". El artículo, que sigue a continuación, ofrece razones, desde nuestra experiencia común de recuperación, por las que creo que en SA no deberíamos respaldar ni validar, ni siquiera indirectamente, las relaciones entre personas del mismo sexo o las relaciones de pareja comprometidas».
En la sección titulada «El polémico tema de las relaciones sexuales entre personas del mismo sexo», Roy continúa explicando cómo la sociedad estaba dividida en torno al debate «naturaleza versus crianza» sobre la homosexualidad: «Este tema suscita intensas controversias en todos los ámbitos de la vida moderna con una pasión altamente polarizada y publicitada. Es uno de los temas políticos más explosivos de la actualidad. El Congreso está dividido. Las religiones y las iglesias están divididas. El programa de los doce pasos está dividido. La cultura homosexual en sí está dividida. Los expertos están divididos. El tema aquí es el siguiente: si SA validara las relaciones sexuales entre personas del mismo sexo dentro de SA, incluso indirectamente, estaríamos respaldando una teoría biológica y un movimiento político altamente controvertidos en contra de nuestra décima tradición. Si validamos las relaciones sexuales entre personas del mismo sexo y las consideramos normales para el sexólico en recuperación, y luego resulta que no lo son, SA habrá estado promoviendo una falsedad y ocasionando un daño muy grave, apoyando el problema en lugar de la recuperación. ¡Esa es la gran responsabilidad que tenemos, puesto que estamos tratando nada menos que con vidas humanas!».
La cuestión volvió a plantearse a finales de los noventa. Se realizó una encuesta a distintos grupos a través de las regiones y de los intergrupos locales. Una gran mayoría de los encuestados consideró que la definición de sobriedad no requería aclaración. La agitación sobre el tema continuó debido a la percepción de que la naturaleza ambigua de las preguntas de la encuesta hacía que los resultados carecieran de sentido. El presidente de la Asamblea General de Delegados de SA resumió esta ambigüedad: «Recibí opiniones contradictorias sobre el significado de la votación de enero de 1999, en la que se afirmaba que no era necesario aclarar la definición de sobriedad de SA. Muchos (probablemente la mayoría) estaban convencidos de que esta votación significaba que ya teníamos claro el significado de la sobriedad tradicional de SA y que no era necesario aclarar nada más. Otros estaban igualmente convencidos de que esta votación significaba que cónyuge y matrimonio podían interpretarse según lo entendiera cada miembro. Algunos estaban convencidos de que SA tenía miedo de "decir lo que significa y obrar en consecuencia"».
El 9 de julio de 1999, la Asamblea General de Delegados, reunida en una convención internacional en Cleveland, votó por unanimidad (9-0) aclarar la definición de cónyuge como «la pareja en un matrimonio entre un hombre y una mujer».Esto se conoce como la Clarificación de Cleveland o la Declaración de Principios de Cleveland. Fue aceptada por una abrumadora mayoría de los miembros a nivel de grupos, intergrupos y regiones. En el año 2000, los miembros de SA con atracción al mismo sexo expresaron su apoyo a la Clarificación de Cleveland en una carta a los delegados y custodios de SA firmada por sesenta y seis  miembros de siete países.Los candidatos a ser miembros de la Junta de Custodios de SA ahora deben ratificar y adherirse a la definición de sobriedad de SA, incluida la Clarificación de Cleveland.
Esta controversia continúa existiendo dentro de la fraternidad. La Asamblea General de Delegados (AGD) «es el órgano de formulación de políticas de SA».  Ningún delegado puede proponer una moción en la AGD para debatir la definición de sobriedad de SA. Las convenciones de SA tienen como objetivo la recuperación, no el debatir cuestiones políticas como la definición de sobriedad.  Essay, el boletín internacional bimensual de SA, establece este principio en su política editorial: «La definición de sobriedad de SA no se debate, ya que distingue a SA de otras fraternidades de adicción al sexo».
En julio de 2016, la AGD aprobó una moción que consolida aún más la Declaración de Principios de Cleveland de 1999: «En la definición de sobriedad de SA, el término "cónyuge" se refiere a la pareja en un matrimonio entre un hombre y una mujer». La moción exige la inclusión de la Declaración de Principios en todas las publicaciones de SA de la página web de SA . Además, la moción declaró que «Las reuniones que no se adhieren ni siguen... la Declaración de Principios... no son reuniones de SA y no pueden llamarse a sí mismas reuniones de SA». 
SA ha reunido a una parte de la población atraída por personas del mismo sexo que no quieren comportarse sexualmente de acuerdo a esa atracción. En la convención internacional de SA de julio de 2007 se realizó una encuesta a 176 miembros de SA. Cuando se les preguntó cuál era el objeto de sus fantasías y conductas sexuales, el 23% respondió que eran personas del mismo sexo y un 7% indicó ambos sexos. En las convenciones internacionales de SA se celebran reuniones dedicadas al tema de los miembros con atracción al mismo sexo, y en el boletín Essay, la publicación oficial de SA, aparecen historias personales de recuperación de miembros que tienen atracción hacia el mismo sexo. También existen otras organizaciones que ofrecen sus servicios a estas personas; véase Movimiento ex-gay .

## Literatura
SA acepta plenamente toda la literatura aprobada por la Asamblea General de AA para su uso en las reuniones de SA, y los grupos de SA con frecuencia leen literatura de AA en sus reuniones. SA se adhiere estrechamente al modelo de AA, aplicando todos los principios de AA a la lujuria y la adicción sexual. Y, mientras que los miembros de otras fraternidades «S» definen ellos mismos su sobriedad, SA está más cerca de AA al proponer una definición de sobriedad que requiere la abstinencia y es común a toda la fraternidad.

### Libros
- Sexólicos Anónimos (conocido como «el Libro Blanco»).
- La Recuperación Continúa...
- Lo mejor de Essay, Herramientas prácticas de recuperación, 1994-2003.
- Pasos en Acción.
- Historias de miembros 2007.
- Descubriendo los Principios.
- Los inicios... Notas sobre el crecimiento temprano y el origen de SA.

### Folletos
- Folleto de SA.
- SA al recién llegado.
- ¿Por qué he de renunciar a la lujuria?
- SA como recurso para el profesional de la salud.
- Inventario del primer paso.
- Sugerencias prácticas para la recuperación de los grupos.
- El comité de instituciones penitenciarias de SA.
- ¿Tiene usted un problema con la pornografía o la lujuria en Internet?

## Crítica
Patrick Carnes, un psicólogo especializado en el tratamiento de la adicción sexual, fomenta en sus escritos la sobriedad autodefinida, afirmando que una definición de sobriedad que no incluya la masturbación solo es apropiada para algunos adictos al sexo y que, de hecho, los límites para algunas prácticas sexuales pueden variar con el tiempo. Joe Kort critica a SA por su postura más favorable al matrimonio heterosexual.
Sin embargo, el fundador Roy K sabía de antemano que este era un tema controvertido, y a menudo escribía cartas desde una perspectiva contraria: «Si llegamos a un grupo de SA donde podemos definir nuestra propia sobriedad, ¡observaremos cómo las racionalizaciones cobran vida! Y si definimos nuestro propio nivel de sobriedad, eso es todo lo que probablemente alcanzaremos». Además, Roy estudió Teología durante muchos años en un seminario. A menudo salía de una convención de SA, donde era uno de los oradores principales, y predicaba en una iglesia cercana para aquellos interesados en escuchar un punto de vista más evangélico. «No pretendemos comprender todas las implicaciones de la sobriedad sexual. Algunos de nosotros hemos llegado al convencimiento de que esta posee una dimensión espiritual profunda, mientras que otros sostienen que sin una definición firme y clara, nuestro sexolismo se apoderaría de nosotros más tarde o más temprano».

## Organizaciones relacionadas
S-Anon es una organización para familiares de adictos al sexo basada en los doce pasos de Alcohólicos Anónimos.